# Julio Francisco de Sajonia-Lauenburgo

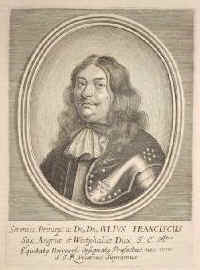
Julio Francisco

Julio Francisco de Sajonia-Lauenburgo (Praga, 16 de septiembre de 1641 - Reichstadt, 30 de septiembre de 1689) fue duque de Sajonia-Lauenburgo entre 1666 y 1689. Era el hijo mayor del duque Julio Enrique (1586 - 1665) y su tercera esposa Ana Magdalena de Lobkowicz (1606-1668), hija del barón Guillermo el Joven, "Popel" de Lobkowicz. Su oficialmente conocido como Julius Franz von Sachsen, Engern und Westfalen, esto es, "Julio Francisco de Sajonia, Angria y Westfalia".

## Biografía
Su padre Julio Enrique había adquirido unos territorios en rápido crecimiento y un castillo en Ploschkowitz (Ploskovice) y Schlackenwerth (Ostrov), reino de Bohemia. Julio Francisco había heredado más estados de su madre bohemia, que es la razón por la cual los duques de Sajonia-Lauenburgo habían sido adoptados entre la nobleza bohemia, sin embargo, no como aristócratas inmediatos al emperador, a diferencia de su tierra de origen, Sajonia.
Sucedió a su medio hermano Francisco Erdmann, que había muerto después de poco más de un año de reinado. Pero él mismo carecía de hijos masculinos, por lo que Julio Francisco intentó sentar las bases legales de una sucesión femenina en Sajonia-Lauenburgo
.
Logró desencadenar Mölln , una ciudad comprometida con Lübeck durante siglos, y otras propiedades. Julio Francisco vivió después de la muerte de su madre principalmente en sus propiedades en Bohemia. El 20 de noviembre de 1665, compró la finca Kupferberg . Fundó el Glashütte Juliusthal en 1687 .
Julio Francisco lo trajo en servicio imperial al mariscal de campo . El 6 de marzo de 1682, fundó su regimiento en Bohemia, el "Saxe-Lauenburg-Cürassiere" y en 1683 participó en la batalla de Viena (1683) .

## Sucesión
Como las dos hermanas eran los únicos hijos supervivientes del duque y la duquesa de Sajonia-Lauemburgo, eran candidatas deseables para el matrimonio debido a su herencia que ellas recibirían a la muerte de su padre en 1689.
Cuando él murió, su hija mayor se convertiría en duquesa de Sajonia-Lauenburgo por derecho propio y pasaría el ducado a sus hijos. Julio Francisco fue aparentemente envenenado según los rumores de la corte, siendo supuestamente culpable la condesa Werschowitz.
Con su muerte la línea Sajona de la dinastía ascania quedaba extinguida en la línea masculina. De manera que las dos hijas de Julio Francisco, Ana María Francisca y la duquesa Sibila lucharon por la sucesión. También la prima de Julio Francisco, Leonor Carlota de Sajonia-Lauenburgo-Franzhagen, reclamó la sucesión.

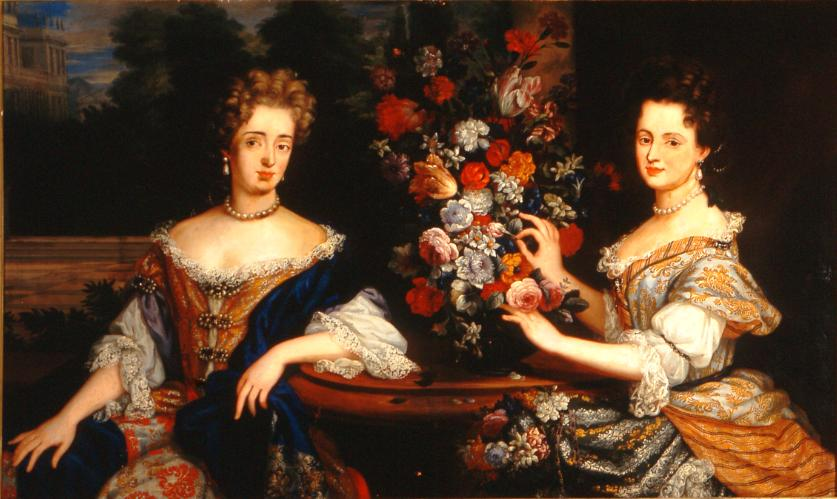
Sus dos hijas supervivientes (I) Sibila y Ana María Francisca, pintura ançónima, h. 1690

Su debilidad fue explotada por Jorge Guillermo, duque de Brunswick-Luneburgo, que invadió Sajonia-Lauenburgo con sus tropas, impidiendo así la ascensión de la heredera legal.
También otras monarquías reclamaron la sucesión, lo que dio como resultado un conflicto que implicó a los ducados vecinos de Mecklemburgo-Schwerin y la danesa Holstein, así como los cinco principados de Anhalt gobernados por ascanios, el Electorado de Sajonia, que había sucedido a los duques de Sajonia-Wittenberg en 1422, Suecia y Brandeburgo.
Se implicaron militarmente Celle y el danés Holstein, que se mostraron de acuerdo el 9 de octubre de 1693 (Hamburger Vergleich), que Celle —que de cualquier manera de hecho mantenía la mayor parte de Sajonia-Lauenburgo— retendrían el ducado en unión personal. En 1728 el emperador Carlos VI finalmente legitimó la toma de posesión por vía de hecho. Ana María Francisca y Sibila, sin desistir de su pretensión, fueron desposeídas de Sajonia-Lauenburgo y la primera se exilió en Ploschkowitz.

## Matrimonio y descendencia
El 9 de abril de 1668, Julio Francisco se casó en Sulzbach con Eduviges del Palatinado (1650-1681), hija de Cristián Augusto, conde palatino de Sulzbach. Tuvieron tres hijas:
- Mariana (1670-1671)
- Ana María Francisca (Neuhaus upon Elbe, 13 de junio de 1672 - 15 de octubre de 1741, Reichstadt);

1. se casó primero el 29 de octubre de 1690 en Raudnitz del Elba con Felipe Guillermo Augusto, conde palatino de Neoburgo (1668 - 1693), hijo de Felipe Guillermo, elector palatino;
2. se casó en segundo lugar el 2 de julio de 1697 en Düsseldorf con Juan Gastón de Médicis, gran duque de Toscana (1671-1737)

- Francisca Sibila Augusta (Ratzeburgo, 21 de enero de 1675 - Ettlingen, 10 de julio de 1733), que se casó el 27 de marzo de 1690 en Raudnitz Luis Guillermo, margrave de Baden-Baden.